# فسنتي ساسوت
فسنتي ساسوت (بالإسبانية: Vicente Sasot)‏ لاعب كرة قدم ومدرب إسباني لعب لعدة أندية في إسبانيا أهمها ريال بلد الوليد في أواسط القرن الماضي، بعد أعتزالة لعبة كرة القدم درب عدة أندية إسبانية أهمها نادي برشلونة بين عامي 1964-1965 دون ان يحقق أي نجاح يذكر ودرب كذلك نادي ريال مايوركا.

## وصلات خارجية
- فسنتي ساسوت على موقع قاعدة بيانات كرة القدم.إي يو (الإنجليزية)
- فسنتي ساسوت على موقع عالم كرة القدم.نت (الإنجليزية)

1. ↑  المدرب فسنتي ساسوت درب نادي برشلونة خلال عامي 1964-1965 نسخة محفوظة 16 أكتوبر 2012 على موقع واي باك مشين.